# 巡检司镇
巡检司镇，是中华人民共和国云南省红河哈尼族彝族自治州弥勒市下辖的一个乡镇级行政单位。

## 行政区划
巡检司镇下辖以下地区：
巡检司村、拉里黑村、拖谷村、己白村、龙树村、钟山村、宣武村、乌稠村、高甸村、德万村和乌崩村。